# Dieriewieńka Szapszynskaja
Dieriewieńka Szapszynskaja (ros. Деревенька Шапшинская) – wieś w Rosji, w rejonie charowskim obwodu wołogodzkiego. W 2021 r. liczyła 1 mieszkańca.